# Hidroksimetilglutaril-KoA reduktaza (NADPH)
Hidroksimetilglutaril-KoA reduktaza (NADPH) (EC 1.1.1.34, hidroksimetilglutaril koenzim A reduktaza (redukovani nikotinamid adenin dinukleotid fosfat), 3-hidroksi-3-metilglutaril-KoA reduktaza, beta-hidroksi-beta-metilglutaril koenzim A reduktaza, hidroksimetilglutaril KoA reduktaza (NADPH), S-3-hidroksi-3-metilglutaril-KoA reduktaza, NADPH-hidroksimetilglutaril-KoA reduktaza, HMGKoA reduktaza-mevalonat:NADP-oksidoreduktaza (acetilacija KoA), 3-hidroksi-3-metilglutaril KoA reduktaza (NADPH), hidroksimetilglutaril-KoA reduktaza (NADPH2)) je enzim sa sistematskim imenom (R)-mevalonat:+ oksidoreduktaza (acetilacija KoA). Ovaj enzim katalizuje sledeću hemijsku reakciju
()-mevalonat + KoA + 2 + {\displaystyle \rightleftharpoons } (S)-3-hidroksi-3-metilglutaril-KoA + 2 NADPH + 2 H+
Ovaj enzim inaktivira enzim EC 2.7.11.31, hidroksimetilglutaril-KoA reduktaza (NADPH) kinaza, i reaktivira EC 3.1.3.47, hidroksimetilglutaril-KoA reduktaza (NADPH) fosfataza.

## Literatura
- Nicholas C. Price; Lewis Stevens (1999). Fundamentals of Enzymology: The Cell and Molecular Biology of Catalytic Proteins (Third изд.). USA: Oxford University Press. ISBN 019850229X.
- Eric J. Toone (2006). Advances in Enzymology and Related Areas of Molecular Biology, Protein Evolution (Volume 75 изд.). Wiley-Interscience. ISBN 0471205036.
- Branden C; Tooze J. Introduction to Protein Structure. New York, NY: Garland Publishing. ISBN 0-8153-2305-0.
- Irwin H. Segel. Enzyme Kinetics: Behavior and Analysis of Rapid Equilibrium and Steady-State Enzyme Systems (Book 44 изд.). Wiley Classics Library. ISBN 0471303097.
- William P. Jencks (1987). Catalysis in Chemistry and Enzymology. Dover Publications. ISBN 0486654605.

## Spoljašnje veze
- Hydroxymethylglutaryl-CoA+reductase на 